# ソニー・クラシカル
ソニー・クラシカル（Sony Classical）としても知られる、ソニー・クラシカル・レコード（Sony Classical Records）は、1927年にコロムビア・レコードの子会社として設立されたコロムビア・マスターワークス・レコードを起源とするアメリカ合衆国のレコードレーベルである。

## 概要
1948年、商業的成功を収めた最初の12インチLPレコードを発売した。以降、このレーベルは数十年間にわたり、アイザック・スターン、パブロ・カザルス、グレン・グールド、ユージン・オーマンディ、ヴァンゲリス、エリオット・ゴールデンサール、レナード・バーンスタイン、ジョン・ウィリアムズといったアーティストたちを擁していた。
コロムビア・レコードは、マスターワークスのブランドをクラシック音楽やブロードウェイの音楽だけでなく、エドワード・R・マローとフレッド・W・フレンドリーの成功したアルバム・シリーズ『I Can Hear It Now』など、朗読などのアルバムにも用いている。親会社であるCBSも、マスターワークスの名を消費者向け電化製品のブランドに用いている。
コロムビア・マスターワークスのレーベルは、1980年にCBSマスターワークス・レコード（CBS Masterworks Records）と改称されたが、1990年にはソニーによるCBSレコードの買収を受けて、ソニー・クラシカル・レコードと改称され、新たに制定されたロゴは、1954年まで使用されていたコロムビアの「マジック・ノート（Magic Notes）」を踏まえたものとされた。1990年代には、ピーター・ゲルブの強力なリーダーシップの下で展開された、マインストリームのクラシック音楽のリリースよりもクロスオーバーを強調するといった姿勢が、論争を呼び、また、権利を持っている偉大な録音音源の多くを市場に流通させ続けることができなくなっていた。「未来に戻る（back to the future）」方策として、マスターワークスの名称は、マスターワークス・ブロードウェイを通して、ブロードウェイ・キャストによるアルバムのリリースに用いられており、また、ソニー・ミュージックエンタテインメントのクラシック音楽部門ソニー・マスターワークスにも用いられている。ソニー・クラシカルのレーベルは、今日ではソニー・マスターワークスの姉妹レーベルと位置づけ直されている。また、ソニー・マスターワークスは、2021年にベルリンを拠点にしたXXIM Records（トゥエニーワンエム・レコーズ）を設立。ネオクラシカル、ポストロック、エレクトロニカ、アンビエントといったサウンドを探求すべくレーベルである。アイスランド出身のピアニスト兼作曲家のエイディス・エヴェンセン、フランス系アメリカ人の作曲家、指揮者、プロデューサー、アレンジャーであるウーレ・ラモーレ、ジャンルを超えたアイスランドのバンドヒューガー、ベルリンのエレクトロ・アコースティック・デュオStimming x Lambert、マンチェスター出身のバンドゴーゴー・ペンギンなどが参加。
日本人の奏者としてはバイオリニストの五嶋みどりや樫本大進が契約、2021年には藤田真央が日本人ピアニストとしては初のワールドワイド契約を、2024年には同じくピアニストの角野隼斗もワールドワイド契約をした。